# Marco Di Mauro
Marco Di Mauro (Reggio Emilia, Italia; 6 de enero de 1980) es un cantante, músico, compositor, actor y escritor italiano. Se hizo conocer con temas musicales como «Nada de nada», «Mi vida sabe a ti», «A partir de hoy» (feat. Maite Perroni) «Algo que me falta», «Eres tú», «Ámame», «Como dice el dicho», entre otros muchos éxitos.

## Biografía
Nacido en Italia, desde su niñez tuvo una gran pasión por la música. A sus 6 años de edad empezó a cantar en la escuela. A los 8 años llegó su primera guitarra. Poco después empezó a componer sus primeras canciones. Todavía muy joven, admitió ante sus padres, que cuando sería mayor se convertiría en cantante. Estudió filosofía, historia del arte, estética, y literatura lo que afinó su natural talento para la escritura. Quería inscribirse al Conservatorio, pero su papá lo obligó a estudiar una carrera "más seria" y a cambio le permitió seguir su pasión para la música y el canto. Fue así como estudió derecho y arquitectura. Durante muchos años estuvo trabajando en Organizaciones No Gubernamentales dedicadas a mejorar las condiciones de vida de miles de personas en las zonas más pobres del planeta. Mientras tanto se dedicaba a buscar una oportunidad en el mundo de la música. Siempre fue compositor y autor de todos sus temas y músico refinado de guitarra y piano.

## Carrera
De adolescente, fue elegido como el nuevo vocalista de una agrupación musical de la cual se volvió líder. Desde entonces, y durante los siguientes 5 años, su grupo se presentó en clubes y festivales por Italia y España. Con quince años empezó a grabar demos de sus propias composiciones. Desde ese entonces estuvo, durante muchos años, buscando la oportunidad de poder llegar a grabar un disco.
En 2007 conoció a Rosa Lagarrigue, mánager de Alejandro Sanz y Miguel Bosé quien, entusiasmada por su música, lo firmó como nuevo talento. 
En 2009 lanzó su primer álbum discográfico titulado Marco Di Mauro, producido por Warner Music. "Nada de Nada", su primer sencillo, se posicionó rápidamente en el primer lugar de radio de muchos países de América Latina. Con "Mi vida sabe a ti", segundo sencillo del mismo álbum, se confirma el talento del artista que nuevamente alcanza los primeros lugares de radio en toda América y España. 
En 2010 se le reconoce el disco de ORO por altas ventas de su primer álbum. La Sociedad de Autores y Compositores Mexicana (SACM) le reconoce el premio de "canción del año 2010" por "Nada de Nada". 
En 2011 es el lanzamiento de los sencillos "Algo que me falta" y "A partir de hoy" en la que Di Mauro tiene como invitada a Maite Perroni, exintegrante de la banda RBD: la misma canción es elegida, juntos a una de Luis Miguel, como tema principal de la telenovela de Televisa "Triunfo del amor".
En el mismo año, se le entrega a Di Mauro el disco de platino por altas ventas de su producción musical.
En 2013 se estrena "Eres tú", primer sencillo del nuevo disco "¡Te quiero!". La canción alcanza nuevamente los primeros lugares de radio en todo el continente americano. 
En el nuevo disco están incluidas dos canciones ("Te amaré" y "Si te vas" ) que Di Mauro escribe para la película "Siete años de matrimonio". El segundo sencillo es "Ámame", cuyo video se graba en Los Ángeles, Estados Unidos, y nuevamente se posiciona en las primeras posiciones de radio de toda América. La gira de conciertos lleva al artista a visitar todo centro y sur América, Estados Unidos y España, llenando todos los lugares en los que se presenta.
Muchos son los reconocimientos y nominaciones recibidos por el artista desde 2010 hasta hoy, entre otros están premio ¡OYE!, Lunas del Auditorio, Grammy, SACM, Premios Juventud de Univision.
El artista también demostró su natural capacidad actoral desarrollando destacadas performances en importantes telenovelas de Televisa entre las cuales Porque el amor manda producida en 2012 por Juan Osorio y protagonizada por Fernando Colunga y Blanca Soto, Lo que la vida me robó, producida en 2013 por Angelli Nesma, y protagonizada por Angelique Boyer, Sebastián Rulli y finalmente en Muchacha italiana viene a casarse producida en 2015 por Pedro Damián protagonizada por José Ron y Livia Brito.
En 2013 además dio prueba contundente de su natural ingenio con la escritura, publicando por la editorial Porrúa el libro A veces quisiera un hijo y a veces… sólo un cigarro más, presentado en la XXXIV Feria Internacional del Libro en la Ciudad de México. El libro, distribuido en todas las librerías del País consiguió un éxito sorprendente de ventas y crítica.

## Discografía
- E ora cosa mi resta di te (1997)
- Marco di Mauro (2009)
- Algo que me faltaba (2010)[13]
- ¡Te quiero! (2013)[14]

## Telenovelas
- Triunfo del amor (2011) ... Él mismo (Participación especial)[15]
- Porque el amor manda (2012-2013) ... Él mismo
- Muchacha italiana viene a casarse (2014-2015) ... Santino Orsini[16][17]